# Quinta de San Sebastián
La Casa del Reloj, Quinta de San Sebastián o Mansión Servet es una construcción modernista del siglo XIX enclavada en la localidad de San Pedro del Pinatar (Región de Murcia). 
Conocida por ser la residencia en la que murió el Presidente de la Primera República española Emilio Castelar y Ripoll.

## Historia
El proyecto lo realizó el arquitecto murciano Pedro Cerdán y se construyó entre 1888 y 1895. Su nombre se debe a la existencia de un reloj en su fachada principal. 
El nombre de quinta de San Sebastián es debido a la existencia de una capilla dedicada al santo y aparecer este nombre en la fachada; y el de mansión Servet al ser construida para la familia Servet-Spottorno. A causa de ser la casa en que falleció Emilio Castelar en 1899, también se conoce como la "casa de Castelar".

## Arquitectura
Está declarada como bien de interés cultural (B.I.C.) de la Región de Murcia, desde 16 de junio de 1995. En esta construcción se combinan elementos de origen diverso: así su cuerpo superior o nave podría considerarse seudo-alpino, ya que dispone de tejados de gran inclinación con ventanas abuhardilladas. 
Se observan reminiscencias góticas en su tímpano con armaduras visibles de madera, con adornos de hierro forjado. Se podría señalar técnicas mudéjares en el uso de ladrillo visto en esquinas con friso de cerámica bajo los aleros. En su interior destaca una escalera sostenida por dos columnas de madera y el artesonado del techo. Dos salas cabe destacar: la sala de billar, pintada en verde y decorada con motivos del propio juego; la capilla de San Sebastián que da el nombre a la quinta, de pequeñas dimensiones y que poseía un cuadro del santo.
Dispone de un jardín con palmeras y eucaliptos. Se puede considerar un buen ejemplo de la construcción modernista murciana con el fin de villa de recreo.
En la actualidad, tras la restauración de la misma a finales del siglo XX se utiliza como restaurante.